# Tones and I
Toni Watson (Península de Mornington, Victoria, Australia, 13 de mayo de 1993), más conocida por su nombre artístico, Tones and I, es una cantante, compositora y productora australiana.
Se hizo conocida por su sencillo «Dance Monkey», lanzado en mayo de 2019, que alcanzó el primer lugar en las listas musicales de más de 30 países. En noviembre, luego de alcanzar las 16 semanas ocupando el puesto número uno en las listas, rompió el récord de artista con mayor tiempo en el primer lugar del ranking musical ARIA, el más importante de Australia. El anterior récord lo tenía Ed Sheeran, que ocupó el primer lugar por 15 semanas con su sencillo «Shape of You».

## Biografía
Toni Watson creció en el pueblo australiano de Mount Martha de la Península de Mornington (Victoria). Su fecha de nacimiento no es conocida públicamente, con informaciones que indican que nació en 1993 y otras que indican como su año de nacimiento el año 2000.
Lo más plausible es que nació en 1993. Esto se puede deducir debido a sus fotos antiguas de Instagram en 2013 donde era una joven de comienzos de sus 20s, y videos de cuando era adolescente que datan de 2009.
En sus inicios comenzó a actuar en locales nocturnos populares de Mornington como Harba Tuesday's y Gods Tuesday's en los que se presentó bajo su nombre de pila.
En septiembre de 2017, Tones and I viajó a Byron Bay, un municipio costero muy turístico en Nueva Gales del Sur, para probar suerte como artista callejera. En su primer espectáculo conoció a Jackson Walkden-Brown, quien luego se convertiría en su representante.[cita requerida]
Toni firmó con la agencia de Walkden-Brown, Lemon Tree Music. En 2019, lanzó su primer EP, The Kids are Coming. En febrero de ese mismo año, su sencillo debut «Johnny Run Away» logró alcanzar el puesto 12 del ranking ARIA de Australia y el 83 en Irlanda.
En la cuarentena por el COVID-19, en 2020, realizó una transmisión en YouTube cantando sencillos y versiones de otras canciones. Lanzó en el 2020 cuatro sencillos. Debido a esta misma pandemia, se vio obligada a suspender su gira mundial. Tones and I anuncio desde el Lanzamiento de Fly Away la llegada de su álbum debut sin dar muchos detalles.
El 16 de julio de 2021 se lanzó "Welcome to the Madhouse" el cual es su álbum debut este proyecto no fue muy bien recibido por la crítica, quienes decían que este álbum no debió haber existido además de acusar a Tones de ser infantil y hacer lo mismo.
Para finales del 2021 volvió a anunciar su tan esperada gira mundial, la cual comenzó en Australia, su país natal. Desde entonces, ella ha estado de gira. Ella ya ha estado en diferentes lugares de Europa, así como en México, tocando para el festival "Tecate Emblema" en su edición 2022.
Para comienzos del 2022, anunció su primer sencillo después del lanzamiento de su álbum debut, que lleva por nombre "Eyes Don't Lie"; este sencillo recibió críticas mixtas: por un lado, hay quienes elogian la producción de Tones and I y su gran trabajo, pero, por el otro, hay quienes acusan al sencillo de ser "lo mismo" y repetir la misma fórmula de Dance Monkey.
En el mismo año Tones And I colaboró con Macklemore con el sencillo "CHANT", el anuncio de este sencillo se hizo a través de una publicación en Instagram y el sencillo fue lanzado el 21 de julio de 2022.
Tiempo después, se anunció su siguiente sencillo "Charlie" que fue estrenado en el programa "Jimmy Kimmel Live!" en donde se destacan sus grandes influencias musicales en el ritmo disco.

## «Dance Monkey»
El 10 de mayo de 2019, Tones and I lanza su segundo sencillo, «Dance Monkey». La canción alcanzó el número 1 en más de 30 países, entre ellos Alemania, Argentina, Australia, Austria, Bélgica, Canadá, China, Dinamarca, España, Finlandia, Francia, Irlanda, Italia, Japón, Malasia, México, Nueva Zelanda, Noruega, Países Bajos, Portugal, el Reino Unido, Sudáfrica, Suecia, y Suiza.
«Dance Monkey» supuso un éxito histórico para la música australiana, ya que es la canción que más tiempo permaneció en el top 1, con 22 semanas en el primer lugar de las listas nacionales.[cita requerida]
El sencillo internacionalmente también ha batido récords. En el Reino Unido, logró la marca de 11 semanas consecutivas en el primer puesto, superando marcas sólo alcanzadas previamente por cantantes de la talla de Whitney Houston o Rihanna, ambas con 10 semanas en lo más alto. Es la cantante femenina con más semanas consecutivas en el primer lugar.
El sencillo encabezó la lista de las más escuchadas en Spotify y Shazam a finales de septiembre y se mantuvo en el pico durante octubre, noviembre, diciembre y enero de 2020. Con una media de 7.203.000 oyentes al día y 52.686.308 reproducciones a la semana.
Según la propia cantante, la letra de la canción está inspirada en los comentarios ofensivos o incómodos que algunas personas le gritaban en la calle, lo que también es el motivo del título del tema, «Dance Monkey».
Tones and I ganó 4 premios ARIA gracias a esta composición (equivalente al Grammy estadounidense) en las categorías de Mejor Artista Femenina, Artista Revelación, Mejor Pop de lanzamiento, y mejor lanzamiento independiente. Además, fue ganadora de 7 discos de platino.

## Vida personal
Toni Watson participa activamente en la lucha contra el cambio climático. El nombre de su primer EP, The Kids are Coming (en español 'Los chicos están llegando'), se refiere a la participación de los jóvenes en los temas medioambientales.
Sus canciones tratan temas profundos como el acoso escolar, la contaminación ambiental, o experiencias que ella misma vivió, tal como ocurre en su mayor éxito, «Dance Monkey».

## Discografía

### Álbum
- Welcome to the Madhouse (2021)

### EP
- The Kids Are Coming (2019)

### Sencillos
- «Johnny Run Away» (2019)
- «Dance Monkey» (2019)
- «Never Seen the Rain» (2019)
- «Bad Child» (2020) / «Can't Be Happy All the Time» (2020)
- «Ur So F**kinG cOoL» (2020)
- «Fly Away» (2020)
- «Won't Sleep» (2021)
- «Cloudy Day» (2021)
- Eyes Don't Lie (2022)
- CHANT - Macklemore (with Tones and I) (2022)
- Charlie (2022)
- I Made It (2023)

### Remix
- Dance Monkey (Stripped Back) (2019)
- Never Seen the Rain (Alternate Version) (2019)
- Ur So F**kinG cOoL (with Blackbear) (2020)
- Fly Away (Alternate version)» (2020)
- Fly Away (Jonas Blue Remix) (2020)
- Fly Away (RIP King T) (2021)
- Cloudy Day (Acustic versión) (2021)
- Eyes Don't Lie (Acoustic) (2022)